# Canton de Vannes-Centre
Le canton de Vannes-Centre est une ancienne division administrative française, située dans le département du Morbihan et la région Bretagne.

## Composition

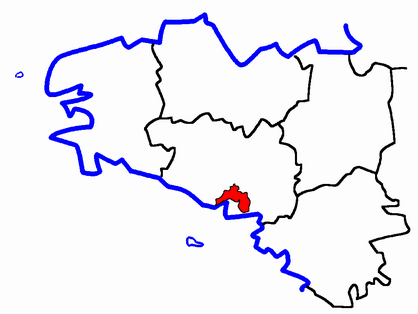
Le canton de Vannes avant la séparation en trois cantons

Le canton de Vannes-Centre était composé d’une fraction de la commune de Vannes. Il compte 24 612 habitants (population municipale) au 1er janvier 2012.
| Nom                | Code Insee | Intercommunalité                            | Population (dernière pop. légale)               |
| ------------------ | ---------- | ------------------------------------------- | ----------------------------------------------- |
| Vannes (chef-lieu) | 56260      | CA Golfe du Morbihan - Vannes Agglomération | Fraction : 24 612(2012) Commune : 53 036 (2014) |

## Histoire
Le canton a été créé en 1982.
| Période | Période          | Identité               | Étiquette | Qualité |
| ------- | ---------------- | ---------------------- | --------- | --- |
| 1982    | 1998             | Yvonne Sauvet          | UDF       | Conseillère régionale Adjointe au maire de Vannes |
| 1998    | 2001 (démission) | François Goulard       | UDF > UMP | Ingénieur des Arts et Manufactures de l'Ecole Centrale à Paris Président du Conseil général puis départemental du Morbihan (2011-2021) Maire de Vannes (2001-2004 puis 2006-2011) Député de la première circonscription du Morbihan (1997-2004 puis 2007-2012) Ministre délégué à l’Enseignement supérieur et à la Recherche (2005-2007) Secrétaire d'État aux Transports et à la Mer (2004-2005) |
| 2001    | 2011             | Annick Guillou-Moinard | UMP       | Avocate Conseillère régionale (1998-2010) Adjointe au maire de Vannes (1983-2001) |
| 2011    | 2015             | François Goulard       | UMP       | Président du Conseil général puis départemental du Morbihan (2011-2021) Maire de Vannes (2001-2004 puis 2006-2011) Député de la première circonscription du Morbihan (1997-2004 puis 2007-2012) Ministre délégué à l’Enseignement supérieur et à la Recherche (2005-2007) Secrétaire d'État aux Transports et à la Mer (2004-2005) Conseiller départemental du canton de Vannes-1 (2015-2021)     |

Un nouveau découpage territorial du Morbihan entre en vigueur à l'occasion des élections départementales de 2015. Il est défini par le décret du 21 février 2014, en application des lois du 17 mai 2013 (loi organique 2013-402 et loi 2013-403).

La nouvelle organisation cantonale autour de Vannes fait disparaître les cantons de Vannes-Centre, Vannes-Est et Vannes-Ouest, au profit des cantons de Vannes-1 (centre), Vannes-2 (ouest) et Vannes-3 (nord), dont les bureaux centralisateurs sont situés à Vannes. Le canton de Vannes-1 reprend globalement les limites du canton de Vannes-Centre.

## Démographie
| 1982 | 1990   | 1999   | 2006   | 2011   | 2012   |
| ---- | ------ | ------ | ------ | ------ | ------ |
| -    | 23 358 | 24 905 | 25 782 | 24 892 | 24 612 |